# Marianna Bulgarelli
Marianna Benti Bulgarelli (Roma, 1684 – Roma, 26 febbraio 1734) è stata un soprano italiano.
Era soprannominata La Romanina, per via del suo luogo di nascita.

## Biografia
Debuttò a Roma verso il 1703. Nel 1712 fu a Genova a lavorare per il Teatro Sant'Agostino e tra il 1714 e il 1715 cantò per il Teatro San Bartolomeo di Napoli; in ambedue le città ebbe molto successo. Dal 1716 al 1718 fu la volta del Teatro San Giovanni Grisostomo di Venezia. Tornata a Napoli nel 1719, cantò come prima donna nella cantata Gli orti esperidi, scritta da Pietro Metastasio e messa in musica da Nicola Porpora. Dato che l'autore della cantata rimase anonimo, lei non si diede pace sino a che non lo scovò. Una volta scoperto, persuase Metastasio nell'abbandonare la sua attuale occupazione di legale e lo accolse nella propria casa. Grazie al suo appoggio e ai suoi consigli Metastasio decise di dedicarsi all'attività di librettista e nella sua casa poté conoscere i più grandi compositori e cantanti del tempo. Nel 1724, sempre al San Bartolomeo, cantò nella Didone abbandonata, scritta dal suo giovane protetto e musicata da Domenico Sarro e secondo molti critici ispirata proprio da lei. Successivamente, nel 1725, La Romanina si esibì al Teatro San Cassiano di Venezia e nel 1726 per la medesima volta a Napoli. Ritiratasi dai palcoscenici, si stabilì definitivamente a Roma nel 1728. Dopo che Metastasio diventò poeta cesareo presso la corte di Vienna nel 1729, cinque anni più tardi, nel 1734, decise di recarsi da lui, però morì lungo il tragitto. Lasciò tutta la sua eredità a Metastasio.
Cantò nelle opere dei più grandi compositori, tra le quali si ricordano:
- Tigrane di Alessandro Scarlatti
- Ariodante di Carlo Francesco Pollarolo
- Eumene di Tomaso Albinoni
- Astianatte di Antonio Maria Bononcini
- Arsace di Francesco Gasparini
- Cambise di Alessandro Scarlatti
- Gli orti esperidi di Nicola Porpora
- Didone abbandonata di Domenico Sarro
- Miride e Berenice di Johann Adolf Hasse
- Siroe di Leonardo Vinci
- Siface di Nicola Porpora